# Дворска капела Светог Андреја Првозваног
Дворска или Краљевска капела Светог Андреја Првозваног је српска православна капела која се налази поред Краљевског двора у оквиру Дворског комплекса на Дедињу.
Грађена је од 1924. године у српско-византијском стилу, по узору на Краљеву цркву у манастиру Студеница и манастир Светог Андреје на Трески. Поред главног архитекте Живојина Николића, у њеном пројектовању је учествовао руски архитекта и емигрант Виктор Лукомски.

## Историја
Капела је посвећена Светом апостолу Андреју Првозваном, кога породица Карађорђевић прославља као крсну славу.
Градња капеле је започета 1924. године, заједно са изградњом Краљевског двора. Ствари за обављање службе су допремљене 1936. године. У капели су се до Априлског рата 1941. године, чувале вредне хришћанске реликвије: десна рука Јована Крститеља, икона Богородице „Филермос" и честица Часног крста. Реликвије је краљ Петар II Карађорђевић понео са собом и оставио у манастиру Острог.
Након ослобођења Београда 1944. године, неко од партизанских бораца је ушао у капелу и пуцао у чело Христа Пантократора. Према неким изворима, то је био Марко Месић, командант домобранске 369. легионарске пуковније који је заробљен на Источном фронту и постао командант Прве југословенске бригаде. Оштећење је видљиво и данас.
Није било богослужења у капели све до 2001. године, када ју је патријарх српски Павле освештао по пресељењу Александра Карађорђевића и његова породице у Краљевски двор.
У капели се само изузетно одржавају службе, по правилу оне које су повезане са породицом Карађорђевић.

## Архитектура
Главни архитекта при изградњи капеле је био Живојин Николић. Он је пројекат начинио уз помоћ руског архитекте и емигранта Виктора Викторовича Лукомског. Приликом пројектовања Дворске капеле Светог Андреја Првозваног, као узор су послужили Краљева црква у манастиру Студеница и манастир Светог Андреје на Трески.
Капела је грађена у српско-византијском стилу. Зидови капеле су израђени од белог камена са Хвара, а под од оникса из села Бањица код Пећи.
У капелу није увођена струја, како би се уз помоћ два полијелеја стекао аутентични доживљај средњовековне службе.
Капела се налази на јужној страни Краљевског двора и са њим је повезана ходником са колонадама.

### Фреске
Капелу су фрескописали руски мајстори Борис Обрасков, барон Никола Мајендорф, Владимир Бичковски и Евгеније Варун-Секреат.